# Werner Paasche
Werner Paasche (* 27. Oktober 1887 in Moers; † 20. Januar 1958 in München) war ein deutscher Jurist, Ministerialbeamter und Vizepräsident des Bundesfinanzhofes.

## Leben
Werner Paasche studierte Rechtswissenschaften und war ab 1911 Referendar beim Amtsgericht Nauen.
1918/19 war er Gerichtsassessor am Amtsgericht Berlin-Lichtenberg und kam dann für ein Jahr als Regierungsassessor in das Reichsfinanzministerium. Hier wurde er unter Ernst Peiffer Leiter des sogenannten Doppelbesteuerungsreferats und blieb dies bis Kriegsende. 1921 wurde er Regierungsrat, drei Jahre später Oberregierungsrat und war von 1929 bis 1945 als Ministerialrat im Reichsfinanzministerium eingesetzt. 1943 war er Referent in der Abteilung III (Verwaltung der Besitz- und Verkehrssteuern). Im Reichsfinanzministerium war er gemeinsam mit Peiffer und Herbert Dorn aktiv bei der Etablierung von Doppelbesteuerungsabkommen (DBA). Anfangs war Paasche für die Vorbereitung von Verhandlungen zuständig, übernahm später aber auch die DBA-Verhandlungen selber. So bereitete er mit Dorn zwischen 1926 und 1931 fünf DBA vor (Dänemark 1928, Schweden 1928, Niederlande 1928, Schweiz 1931 und Luxemburg 1931).
Am 6. November 1923 war ein Vertrag dem Deutsche Reich und dem Königreich Ungarn über Rechtsschutz und Rechtshilfe in Steuersachen geschlossen worden. Im NS-Staat wurde dieser Vertrag ergänzt und hierfür Otto Hedding und Paasche als Bevollmächtigte durch den Deutschen Reichskanzler Adolf Hitler ernannt.
1945/46 war er in amerikanischer Internierung und wurde anschließend für ein Jahr Abteilungsleiter im Gemeinsamen deutschen Finanzrat in Frankfurt am Main. Von 1948 bis 1950 war er als Ministerialdirigent in der Verwaltung für Finanzen des Vereinigten Wirtschaftsgebietes und im BMF in Bonn. Hier war er Leiter der Abteilung III (Steuern und Zölle).
Vom 21. Oktober 1950 bis 31. Dezember 1956 war er Richter am Bundesfinanzhof in München. Zeitgleich hatte er mit seinem Einstieg den Senatsvorsitz und war ab 24. Mai 1956 Vizepräsident des Bundesfinanzhofs. Anschließend ging er in den Ruhestand.
Am 31. Januar 1957 wurde er mit dem Großen Bundesverdienstkreuz ausgezeichnet.
Werner Paasche war u. a. 1928 Mitarbeiter am Handwörterbuch der Preußischen Verwaltung.